# Fujiwara no Kaneie
Pour les articles homonymes, voir Fujiwara (homonyme).
Fujiwara no Kaneie (藤原 兼家, 929-990) est un kugyō (noble japonais de la cour), un membre du clan Fujiwara et l'un des régents Fujiwara. Il sert l'empereur aux positions de régences de sesshō et de kampaku.

## Généalogie
Fujiwara no Kaneie est le troisième fils de Fujiwara no Morosuke.
Il a 9 enfants de plusieurs femmes. La principale, Fujiwara no Tokihime (morte en 980, fille de Fujiwara no Nakamasa, gouverneur de la province de Settsu), lui donne trois fils et deux filles : Michitaka (953-995) ; Choshi (955-982, consort de l'empereur Reizei et mère de l'empereur Sanjō) ; Michikane (961-995) ; Senshi (962-1001, consort de l'empereur En'yū et mère de l'empereur Ichijō), et Michinaga (966-1027).
Une fille de Fujiwara no Tomoyasu (gouverneur de Mutsu), lui donne son second fils, Michisuna (955-1020) ; une fille de Fujiwara no Kuniachi lui donne Suishi (974-1004), consort de l'empereur Sanjō.